# Pseudogynoxys sodiroi
Pseudogynoxys sodiroi es una especie de planta de flores perteneciente a la familia Asteraceae. Son endémicas de Ecuador. Su hábitat natural son las montañas húmedas tropicales y subtropicals. Se la trata en peligro de extinción por pérdida de hábitat.

## Fuente
- Montúfar, R. & Pitman, N. 2003.  Pseudogynoxys sodiroi.   2006 IUCN Red List of Threatened Species.   Downloaded on 20 de julio de 2007.